# Gert Jõeäär
Gert Jõeäär (* 9. Juli 1987 in Tallinn) ist ein estnischer Straßenradrennfahrer.

## Sportliche Laufbahn
2008 wurde Gert Jõeäär estnischer U23-Meister im Einzelzeitfahren. 2011 sowie 2012 gewann er jeweils eine Etappe der Ronde de l’Oise sowie 2012 das Eintagesrennen Paris-Chauny. 2013 siegte er im Rennen Tartu Rattaralli. 2013 entschied er die Tour of Estonia für sich und 2014 das Rennen Driedaagse van West-Vlaanderen. 2017 entschied er eine Etappe der Tour of Estonia und 2018 den  Prolog der Baltic Chain Tour für sich.
Bis einschließlich 2019 errang Jõeäär insgesamt sechs Titel als estnischer Meister und belegte mehrfach zweite und dritte Plätze im Straßenrennen und im Einzelzeitfahren. Seit 2016 ist er ohne Teamvertrag, bestreitet aber weiterhin Rennen, hauptsächlich in seinem Heimatland und in Nachbarländern.

## Erfolge
2008
- Estnischer Meister – Einzelzeitfahren (U23)

2011
- eine Etappe Ronde de l’Oise

2012
- eine Etappe Ronde de l’Oise
- Paris–Chauny

2013
- Gesamtwertung und eine Etappe Tour of Estonia

2014
- Gesamtwertung und Prolog Drei Tage von Westflandern
- Estnischer Meister – Einzelzeitfahren

2015
- Estnischer Meister – Einzelzeitfahren
- Estnischer Meister – Straßenrennen

2016
- Estnischer Meister – Einzelzeitfahren

2017
- eine Etappe Tour of Estonia
- Estnischer Meister – Straßenrennen

2018
- Prolog Baltic Chain Tour

2020
- Gesamtwertung, Punktewertung, Sprintwertung und eine Etappe Baltic Chain Tour

## Teams
- 2009 Meridiana-Kalev Chocolate
- 2013 Cofidis, Solutions Crédits
- 2014 Cofidis, Solutions Crédits
- 2015 Cofidis, Solutions Crédits
- 2016 Cofidis, Solutions Crédits